# Arne Aas
Pour les articles homonymes, voir Aas.
Arne Aas, né le 7 juillet 1931 à Oslo et mort le 3 avril 2000, est un acteur et réalisateur norvégien qui travaille pour le théâtre, le cinéma et la télévision.

## Biographie
Arne Martin Aas naît en 1931 à Oslo.
De 1970 à 1973, il est directeur de théâtre du Trøndelag Theatre, où il fait également ses débuts en 1957.
Il meurt le 3 avril 2000 à l'âge de 68 ans.

## Filmographie

### Cinéma
- 1964 : Pappa tar gull
- 1964 : Alle tiders kupp
- 1965 : To på topp
- 1965 : Vaktpostene
- 1967 : Musikanter
- 1968 : Bare et liv - Historien om Fridtjof Nansen
- 1968 : Smuglere
- 1969 : Himmel og helvete
- 1970 :  Exit (Forbryderisk elskov)
- 1970 : Skulle det dukke opp flere lik er det bare å ringe
- 1970 : Die Deutschlandreise
- 1971 : 3
- 1973 : Kanarifuglen
- 1974 : Under en steinhimmel
- 1974 : Bobbys Krieg (Bobbys krig)
- 1975 : Min Marion
- 1976 : Oss
- 1978 : Olsenbanden + Data Harry sprenger verdensbanken
- 1979 : Kronprinsen
- 1979 : Rallarblod
- 1979 : Olsenbanden og Dynamitt-Harry mot nye høyder

### Télévision
- 1968 : Det lykkelige valg (série)
- 1968 : Lille Eyolf (Engineer Borgheim) (série)
- 1968 : Skipper Worse (Hans Nilsen Fennefos) (série)
- 1970 : Kjemp for alt hva du har kjært (série)
- 1974 : Fleksnes – Det går alltid et tog (série)
- 1982 : Fleksnes – Rotbløyte (série)
- 1983 : Spionageschiff (Spyship)
- 1988 : Fleksnes – Her har jeg mitt liv (série)
- 1992 : Dødelig kjemi (série)
- 1993 : Morsarvet (série)
- 1984 : Et personlig standpunkt
- 1998 : Operasjon popcorn (court métrage)